# Carlo II Malatesta
Carlo II Malatesta (Venezia, 1390 circa – Pesaro, 14 novembre 1438) è stato un nobile, condottiero e capitano di ventura italiano, signore di Civitanova Marche, Fossombrone, Gradara, Montemarciano, Pesaro, San Costanzo e Senigallia.

## Biografia
Era il figlio terzogenito di Malatesta IV Malatesta ed Elisabetta da Varano.
Nel 1409 seguì il padre a Firenze, nella battaglia contro le truppe del Regno di Napoli.
Combatté nel 1421 al servizio dello Stato Pontificio contro Perugia, e poi per la Repubblica di Firenze contro il Ducato di Milano. Fu fatto prigioniero a Gradara nel 1424 insieme al fratello Galeazzo in seguito alla disfatta di Zagonara di suo padre e del cugino Carlo contro i Visconti. Passò poi al servizio di questi ultimi e nel 1426 combatté in Romagna contro le forze della Lega antiviscontea.
Nel 1427 fu nominato capitano generale dai Visconti, che gli affidarono il comando di 1 200 cavalieri per combattere contro il Carmagnola. Le forze viscontee furono sconfitte a Pizzighettone e il Malatesta fu fatto prigioniero. Fu poi liberato dopo la pace fra le due parti.
Nel 1430 combatté contro Rimini, ma venne sconfitto e messo in fuga dagli avversari guidati dal loro signore Sigismondo Pandolfo Malatesta. Fu poi alla difesa di Bologna contro l'attacco di Anton Galeazzo Bentivoglio.
Ma nel 1431 scoppiò la rivolta a Pesaro, che costrinse Carlo a ripararsi dapprima a Fossombrone e poi a Gradara. In seguito gli si rivoltarono anche gli altri domini.
Nel 1433 fu aiutato dai Montefeltro e dai Visconti nella guerra contro i pontifici per la riconquista dei propri domini. Il conflitto si risolse con la pace tra i pontifici e i due fratelli Malatesta, Galeazzo e lo stesso Carlo. Quest'ultimo entrò in Pesaro il 24 settembre e uccise tutti coloro che causarono la rivolta di due anni prima.
Morì a Pesaro il 14 novembre 1438 e fu sepolto nella Chiesa di San Francesco d'Assisi.

## Matrimonio e discendenza
Sposò il 18 luglio 1423 Vittoria Colonna, figlia di Lorenzo Onofrio e nipote di papa Martino V (Guillaume Dufay compose per l'occasione Resvelliés vous e la Messa omonima, 1423 18 luglio: nozze Carlo Malatesta e Vittoria Colonna). La coppia non ebbe figli.

## Ascendenza
|                        |                      |                                   | Genitori                 |  |  | Nonni |  |  | Bisnonni                |  |  | Trisnonni            |  |
|                        |                      |                                   |                          |  |  |       |  |  | Malatesta III Malatesta |  |  | Pandolfo I Malatesta |  |
|                        |                      |                                   |                          |  |  |       |  |  | Malatesta III Malatesta |  |  | Pandolfo I Malatesta |  |
|                        |                      | Taddea da Rimini                  |                          |  |  |       |  |  | Malatesta III Malatesta |  |  |                      |  |
| Pandolfo II Malatesta  |                      |                                   |                          |  |  |       |  |  | Malatesta III Malatesta |  |  |                      |  |
|                        |                      | Costanza Ondedei                  | …                        |  |  |       |  |  |                         |  |  |                      |  |
|                        |                      | Costanza Ondedei                  | …                        |  |  |       |  |  |                         |  |  |                      |  |
|                        |                      | Costanza Ondedei                  | …                        |  |  |       |  |  |                         |  |  |                      |  |
| Malatesta IV Malatesta |                      | Costanza Ondedei                  |                          |  |  |       |  |  |                         |  |  |                      |  |
|                        |                      | Bertoldo Orsini                   | Napoleone di Orso Orsini |  |  |       |  |  |                         |  |  |                      |  |
|                        |                      | Bertoldo Orsini                   | Napoleone di Orso Orsini |  |  |       |  |  |                         |  |  |                      |  |
|                        |                      | Bertoldo Orsini                   | …                        |  |  |       |  |  |                         |  |  |                      |  |
| Paola Orsini           |                      | Bertoldo Orsini                   |                          |  |  |       |  |  |                         |  |  |                      |  |
|                        |                      | …                                 | …                        |  |  |       |  |  |                         |  |  |                      |  |
|                        |                      | …                                 | …                        |  |  |       |  |  |                         |  |  |                      |  |
|                        |                      | …                                 | …                        |  |  |       |  |  |                         |  |  |                      |  |
| Carlo II Malatesta     |                      | …                                 |                          |  |  |       |  |  |                         |  |  |                      |  |
|                        | Berardo II da Varano | Gentile II da Varano              |                          |  |  |       |  |  |                         |  |  |                      |  |
|                        | Berardo II da Varano | Gentile II da Varano              |                          |  |  |       |  |  |                         |  |  |                      |  |
|                        | Berardo II da Varano | …                                 |                          |  |  |       |  |  |                         |  |  |                      |  |
| Rodolfo II da Varano   | Berardo II da Varano |                                   |                          |  |  |       |  |  |                         |  |  |                      |  |
|                        |                      | Bellafiore di Gualtiero Brunforte | Gualtiero Brunforte      |  |  |       |  |  |                         |  |  |                      |  |
|                        |                      | Bellafiore di Gualtiero Brunforte | Gualtiero Brunforte      |  |  |       |  |  |                         |  |  |                      |  |
|                        |                      | Bellafiore di Gualtiero Brunforte | …                        |  |  |       |  |  |                         |  |  |                      |  |
| Elisabetta da Varano   |                      | Bellafiore di Gualtiero Brunforte |                          |  |  |       |  |  |                         |  |  |                      |  |
|                        |                      | Finuccio Chiavelli                | …                        |  |  |       |  |  |                         |  |  |                      |  |
|                        |                      | Finuccio Chiavelli                | …                        |  |  |       |  |  |                         |  |  |                      |  |
|                        |                      | Finuccio Chiavelli                | …                        |  |  |       |  |  |                         |  |  |                      |  |
| Camilla Chiavelli      |                      | Finuccio Chiavelli                |                          |  |  |       |  |  |                         |  |  |                      |  |
|                        |                      | …                                 | …                        |  |  |       |  |  |                         |  |  |                      |  |
|                        |                      | …                                 | …                        |  |  |       |  |  |                         |  |  |                      |  |
|                        |                      | …                                 | …                        |  |  |       |  |  |                         |  |  |                      |  |
|                        |                      | …                                 |                          |  |  |       |  |  |                         |  |  |                      |  |